# Kevin Doyle (Footballspieler)
Kevin Doyle (* 1999 in Philadelphia) ist ein US-amerikanischer American-Football-Spieler auf der Position des Quarterback. Seit Juli 2023 spielt er für die Fehérvár Enthroners in der European League of Football (ELF).

## Karriere

### High School und College
Doyles Footballkarriere begann 2014 an der Bishop Shanahan High School in Downingtown, Pennsylvania und setzte sich 2015 und 2016 an der Malvern Preparatory School in Malvern, Pennsylvania und 2017 an der St. John’s College High School in Washington, D.C. fort. Nach der dortigen Saison wurde er als High School Conference Offensive Player of the Year, District of Columbia Gatorade Player of the Year und Team MVP ausgezeichnet sowie in das High School All-Conference Team des Jahres 2017 gewählt.
Nach seinem High-School-Abschluss spielte er neben seinem Studium an der University of Arizona für die dortigen Wildcats in der Pac-12-Conference, stand allerdings letztendlich aus verschiedenen Gründen in keinem Spiel auf dem Platz. 2018 setzte er als Redshirt aus, 2019 hinderte ihn eine Verletzung am Spielen und 2020 nahm er die Option wahr, aufgrund der COVID-19-Pandemie nicht am Spielbetrieb teilzunehmen. Nachdem er 2021 zunächst nicht höher als an dritter Stelle im Depth Chart stand, wechselte er an das William and Mary College, wo er allerdings ebenfalls nicht zum Einsatz kam.

### Europa
Mit Beginn des Jahres 2022 begann Doyles Karriere im europäischen Football. Zunächst wurde ab er Januar zum Quarterback der Zaragoza Hurricanes in der spanischen Footballliga. Dort erzielte er insgesamt 25 Touchdowns, von denen zwei über den Boden erfolgten. Zum Saisonende stand Zaragoza auf dem letzten Gruppenplatz.
Noch im selben Jahr wechselte Doyle in die German Football League (GFL) zu den Düsseldorf Panther. Mit nur fünf erzielten Touchdowns und einer Passkomplettierungsquote von nur etwa 50 Prozent wurde Doyle nach fünf verlorenen Spielen im Juli 2022 von Düsseldorf wieder entlassen.
Zur Saison 2023 kehrte Doyle nach Spanien zurück und wurde von den Badalona Dracs verpflichtet. In einer perfekten Saison erzielte er 19 Touchdown, womit er die Dracs bis in das Halbfinale führte. Hier unterlagen sie knapp mit 21:26 gegen die Madrid Osos Rivas. Mitte Mai wurde er anschließend von den Swarco Raiders Tirol aus der Austrian Football League (AFL) verpflichtet. Nach lediglich einem Einsatz in drei Spielen, in dem Doyle über 450 Yards und drei Touchdowns warf, wechselte er Anfang Juli in die ELF zu den Fehérvár Enthroners.

### Statistiken
| Jahr                                                                   | Team                 | Spiele | Passspiel | Passspiel | Passspiel | Passspiel | Passspiel | Passspiel | Passspiel | Laufspiel | Laufspiel | Laufspiel | Laufspiel | Laufspiel | Laufspiel |
| Jahr                                                                   | Team                 | Spiele | Cmp       | Att       | Qte       | Yds       | Avg       | TD        | Int       | Att       | Yds       | Avg       | TD        | FMB       | FML       |
| ---------------------------------------------------------------------- | -------------------- | ------ | --------- | --------- | --------- | --------- | --------- | --------- | --------- | --------- | --------- | --------- | --------- | --------- | --------- |
| Liga Nacional de Fútbol Americano                                      |                      |        |           |           |           |           |           |           |           |           |           |           |           |           |           |
| 2022                                                                   | Zaragoza Hurricanes  | 8      |           |           | 56,1      |           |           | 23        | 3         |           | 263       |           | 2         |           |           |
| 2023                                                                   | Badalons Dracs       | 8      |           |           |           |           |           | 19        |           |           |           |           | 0         |           |           |
| LNFA Gesamt                                                            | LNFA Gesamt          | 16     |           |           |           |           |           | 42        |           |           |           |           | 2         |           |           |
| German Football League                                                 |                      |        |           |           |           |           |           |           |           |           |           |           |           |           |           |
| 2022                                                                   | Düsseldorf Panthers  | 5      | 78        | 154       | 50,6      | 850       | 10,9      | 5         | 9         | 16        | 5         | 0,3       | 0         |           |           |
| GFL Gesamt                                                             | GFL Gesamt           | 5      | 78        | 154       | 50,6      | 850       | 10,9      | 5         | 9         | 16        | 5         | 0,3       | 0         |           |           |
| Austrian Football League                                               |                      |        |           |           |           |           |           |           |           |           |           |           |           |           |           |
| 2023                                                                   | Swarco Raiders Tirol | 1      | 24        | 53        | 45,3      | 457       | 19,0      | 3         | 0         | 2         | −2        | −1        | 0         |           |           |
| AFL Gesamt                                                             | AFL Gesamt           | 1      | 24        | 53        | 45,3      | 457       | 19,0      | 3         | 0         | 2         | −2        | −1        | 0         |           |           |
| European League of Football                                            |                      |        |           |           |           |           |           |           |           |           |           |           |           |           |           |
| 2023                                                                   | Fehérvár Enthroners  | 5      | 70        | 145       | 48,3      | 872       | 12,5      | 1         | 4         | 37        | 20        | 0,5       | 2         | 6         | 2         |
| ELF Gesamt                                                             | ELF Gesamt           | 5      | 70        | 145       | 48,3      | 872       | 12,5      | 1         | 4         | 37        | 20        | 0,5       | 2         | 6         | 2         |
| Quellen: fefa.es/football-aktuell.de, stats.gfl.info, live.football.at |                      |        |           |           |           |           |           |           |           |           |           |           |           |           |           |